# Campoplex montanus
Campoplex montanus är en stekelart som beskrevs av Gupta och Maheshwary 1977. Campoplex montanus ingår i släktet Campoplex och familjen brokparasitsteklar. Inga underarter finns listade.